# Ryszard Kaczmarek (muzyk)
Ryszard Stanisław Kaczmarek (ur. 29 sierpnia 1946, zm. 17 maja 2018 w Koszalinie) – polski gitarzysta basowy. W latach 1974–1976 członek zespołu Czerwone Gitary.

## Życiorys
Był muzykiem Orkiestry Polskiego Radia i Telewizji w Opolu, akompaniował duetowi Siostry Panas, a w 1974 roku występował z zespołem Andrzej i Eliza. W latach 1974–1976 pełnił funkcję basisty grupy Czerwone Gitary, z którą nagrał trzy albumy: Rytm Ziemi (1974), Port piratów (1976) i Dzień jeden w roku (1976), wydane nakładem wydawnictwa Polskie Nagrania Muza oraz wystąpił na XIII Krajowym Festiwalu Piosenki Polskiej w Opolu (zespół zaprezentował wówczas swoje nowe przeboje Ciągle pada i Słowo jedyne – ty). Po odejściu od Czerwonych Gitar grał w zagranicznych formacjach jazzowych. 
Zmarł 17 maja 2018 i został pochowany na Cmentarzu Komunalnym w Koszalinie (kwatera; AZIIcsp; rząd 1; grób 16).